# Slade Cecconi
Slade Cecconi (24 de junio de 1999, Oviedo, Florida, Estados Unidos) es un jugador profesional de béisbol estadounidense, que juega como lanzador abridor en Arizona Diamondbacks de la Major League Baseball (MLB).

## Carrera
Cecconi fue seleccionado por los Arizona Diamondbacks con la selección general número 33 de draft de la MLB de 2020. El 10 de julio de 2020, Cecconi firmó con los Diamondbacks por un contrato de 2,4 millones de dólares.
El 2 de agosto de 2023, hizo su debut en Arizona Diamondbacks con los Major League Baseball (MLB).